# Архипов, Иван Полуэктович
Ива́н Полуэ́ктович Архи́пов (20 июля 1895 года — ?) — советский военачальник, полковник (1938).

## Начальная биография
Родился в деревне Поповка Кузьмичской волости, ныне в Первомайском сельском поселении Шумячского района Смоленской области, Россия. Русский.
До призыва в армию Архипов жил в Санкт-Петербурге и учился в среднем начальном училище (1903—1906), четырёхклассном высшем начальном училище (1906—1909) и в ремесленнотехническом училище на механико-техническом отделении. По окончании последнего в 1914 году поступил в Технологический институт. Проучившись 3 месяца, в декабре с 1-го курса был мобилизован на военную службу.

## Военная служба

### Первая мировая и гражданская войны
В Русской императорской армии с декабря 1914 года на правах вольноопределяющегося 1-го разряда зачислен в 191-й запасной батальон в Петрограде.
В начале мая 1915 года направлен юнкером в Павловское военное училище, по окончании которого в сентябре был произведен в прапорщики и назначен младшим офицером в 177-й запасной батальон в город Новгород.
В январе 1916 года направлен в действующую армию на Северный фронт в 5-ю армию, где воевал младшим офицером, командиром роты и врид командира батальона в составе 484-го пехотного Бирского полка. В конце января 1918 года штабс-капитан Архипов был тяжело контужен и эвакуирован в госпиталь. В конце июля врачебной комиссией был освобожден от службы.
В Гражданскую войну в сентябре 1918 года призван в РККА и назначен военруком и сотенным инструктором при Кузьмичской волости.
28 апреля 1919 года по партийной мобилизации был направлен на Восточный фронт против войск адмирала А. В. Колчака, где по прибытии назначается командиром батальона в 3-й запасной стрелковый полк в город Симбирск. С 24 августа командовал 2-м полком особого назначения. Участвовал с ним в подавлении восстания полковника Миронова в районе города Саранск, в боях под ст. Симбухово Нижегородской губ. Затем полк был направлен в распоряжение командующего внутренним фронтом в город Орел и участвовал в боях с белоказачьими частями генерала К. К. Мамонтова во время рейда его казачьего корпуса по тылам Южного фронта. В районе ст. Мармыжи Курской губ. полк попал в окружение. После выхода в расположение частей Красной армии 27 сентября он влился в 3-ю стрелковую дивизию, а Архипов командовал в ней 25-м, затем 19-м и 22-м стрелковыми полками. Участвовал в боях с вооруженными формированиями Н. И. Махно в районе Пологи, летом и осенью 1920 года сражался с врангелевскими войсками под Александровском и на Перекопе.
В феврале 1921 года, при объединении 3-й стрелковой дивизии с 46-й, был назначен комендантом штаба флотилии Керченского УРа. Здесь до осени 1922 года проходил службу в должностях адъютанта по оперативной части, врид начальника штаба и врид коменданта крепости и укрепрайона.

### Межвоенное время
В октябре 1922 года назначается помощником командира 9-го стрелкового полка 3-й Казанской стрелковой дивизии в город Симферополь.
В марте 1923 года направлен на Харьковские высшие повторные курсы старшего начсостава, по окончании которых в мае 1924 года назначается помощником командира 70-го стрелкового полка 24-й Самаро-Ульяновской стрелковой дивизии в городе Винница. С октября 1926 по октябрь 1928 года временно командовал 71-м стрелковым полком этой дивизии, затем вернулся в 70-й стрелковый полк на прежнюю должность. В мае 1929 года утвержден командиром этого полка.
В 1930 году окончил курсы «Выстрел».
В декабре 1931 года переведен помощником начальника учебного отдела Детско-Сельской объединенной школы им. В. И. Ленина, затем в августе 1933 года назначен руководителем общевойсковой кафедры Военно-политической академии РККА им. Н. Г. Толмачева в Ленинграде.
С марта 1935 года исполнял должность заместителя начальника учебного отдела курсов ПВО РККА в Ленинграде.
В марте 1937 года переведен в Объединенную Средне-Азиатскую военную школу им. В. И. Ленина в город Ташкент, переименованную позже в Ташкентское пехотное училище им. В. И. Ленина. Здесь проходил службу старшим преподавателем тактики и начальником учебного отдела.
С ноября 1939 года был помощником начальника по учебно-строевой части и начальником учебного отдела Тюменского пехотного училища.

### Великая Отечественная война
С началом войны полковник Архипов в августе 1941 года был назначен врид командира 362-й стрелковой дивизии, формировавшейся в городе Омск. После завершения формирования она убыла в действующую армию сначала в район ст. Коноша Архангельской обл., а в октябре — на Калининский фронт в 22-ю армию, где вела оборонительные бои в районе города Нелидово. С января 1942 года её части в составе армии вели наступление на ржевско-вяземском направлении на подступах к городу Белый. В начале марта Архипов был отстранен от командования и назначен заместителем командира 119-й стрелковой дивизии. В том же месяце вновь переводится заместителем командира 380-й стрелковой дивизии, находившейся в обороне в районе г. Белый. С 22 марта по 16 апреля временно командовал этой дивизией. 2 июля 1942 года противник перешел в наступление, глубоко вклинился в оборону дивизии, в результате её части оказались в окружении и пробивались отдельными группами. Лишь 14 августа полковник Архипов с отрядом генерал-майора В. К. Урбановича (командир 252-й стрелковой дивизии 39-й армии) вышел к своим войскам.
В сентябре 1942 года — назначается заместителем начальника курсов младших лейтенантов Калининского (с 20 октября 1943 г. — 1-го Прибалтийского) фронта.
С 29 июля 1944 года он допущен к исполнению должности заместителя командира 154-й стрелковой дивизии. В составе 6-й гвардейской армии 1-го Прибалтийского фронта участвовал с ней в Режицко-Двинской, Шяуляйской, Рижской и Мемельской наступательных операциях. С 8 декабря дивизия вошла в состав 2-й гвардейской армии и с 15 января 1945 года участвовала в Восточно-Прусской, Инстербургско-Кенигсбергской и Земландской наступательных операциях. За образцовое выполнение заданий командования в боях при разгроме группировки противника юго-западнее Кенигсберга она была награждена орденом Суворова 2-й ст. (26.4.1945).

### Послевоенная карьера
После войны в августе 1945 года дивизия была переведена в город Нальчик и в начале 1946 года расформирована.
8 мая 1946 года полковник Архипов уволен в запас.

## Награды
- Орден Ленина (21.02.1945)
- два ордена Красного Знамени (03.11.1944, 16.04.1945)
- орден Отечественной войны I степени (22.11.1944)
  - Медали, в том числе:
  - «XX лет Рабоче-Крестьянской Красной Армии» (1938)
  - «За победу над Германией в Великой Отечественной войне 1941—1945 гг.» (1945)
  - «За взятие Кенигсберга»